# День ґалісійської літератури
День галісійської літератури (гал. Día das Letras Galegas) — офіційне свято автономної спільноти Галісія. Цей день присвячений ґалісійській мові та літературі, написаній як цією мовою, так і староґалісійською. Свято було започатковане 1963 року Королівською ґалісійською академією (гал. Real Academia Galega, RAG) на честь 100-ліття публікації поетичного збірника «Галісійські наспіви» (гал. Cantares Gallegos) Росалії де Кастро (1837—1885) — однієї з найзначущіших постатей поезії Галісії та центральної фігури Відродження галісійської літератури та мови 2-ї половини XIX століття. День галісійської літератури щороку відзначається 17 травня (з 1991 року офіційне свято Галісії) і присвячується одному з митців, що писав ґалісійською мовою, якого обирає Королівська ґалісійська академія. 1998 року свято вперше було присвячене декільком авторам одночасно, а саме: Мартину Кодаксу, Жоану де Кангасу, Мендіньо, а також іншим авторам середньовічних кантигас.

## Список авторів, яким був присвячений День галісійської літератури
- 1963 Росалія де Кастро

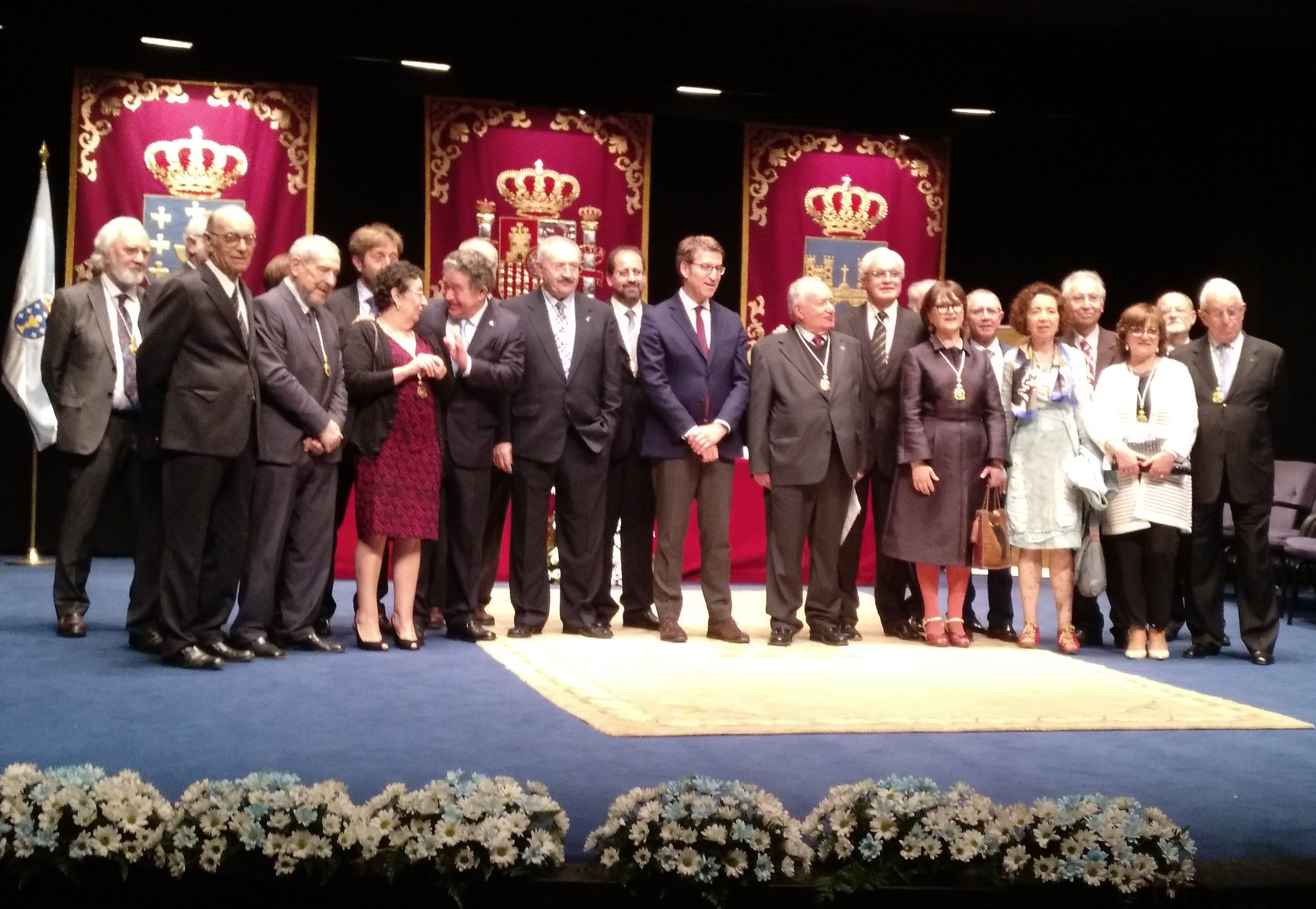
День ґалісійської літератури у 2018 в театрі міста Понтеведра.

- 1964 Альфонсо Даніель Родрігес Кастелао
- 1965 Едуардо Пондал
- 1966 Франсіско Аньон Пас
- 1967 Мануель Куррос Енрікес
- 1968 Флорентіно Лопес Куевільяс
- 1969 Антоніо Нор'єга Варела
- 1970 Марсіаль Вальядарес Нун'єс
- 1971 Гонсало Лопес Абенте
- 1972 Валентин Ламас Карвахаль
- 1973 Мануель Лаго Гонсалес
- 1974 Йохан Вісенте Вікейра
- 1975 Шоан Мануель Пінтос Вільяр
- 1976 Рамон Кабанільяс
- 1977 Антон Вілар Понте
- 1978 Антоніо Лопес Феррейро
- 1979 Мануель Антоніо
- 1980 Альфонсо X Кастильский
- 1981 Вісенте Ріско
- 1982 Луїс Амадо Карбальо
- 1983 Мануель Лейрас Пульпейро
- 1984 Армандо Котарело Вальєдор
- 1985 Антон Лоусада Дієгес
- 1986 Акуліно Іглесіа Альваріньо
- 1987 Франсиска Еррера Гаррідо
- 1988 Рамон Отеро Педрайо
- 1989 Кельсо Еміліо Феррейро
- 1990 Луїс Піменталь
- 1991 Альваро Кункейро
- 1992 Фермін Боуса-Брей
- 1993 Едуардо Бланко Амор
- 1994 Луїс Сеоане
- 1995 Рафаель Д'єсте
- 1996 Хесус Ферро Коусело
- 1997 Анхель Фоле
- 1998 Мартін Кодакс, Жоан де Кангас, Мендіньо та інші автори середньовічних кантигас
- 1999 Роберто Бланко Торрес
- 2000 Мануель Мургія
- 2001 Еладіо Родрігес
- 2002 Фрей Мартін Сарм'єнто
- 2003 Антон Авілес де Тараманкос
- 2004 Шакін Лоренсо
- 2005 Лоренсо Варела
- 2006 Мануель Лугріс Фрейре
- 2007 Марія Маріньо Кароу
- 2008 Шосе Марія Альварес Бласкес
- 2009 Рамон Пінєйро Лопес
- 2010 Ушіо Новонейра
- 2011 Луїс Перейро
- 2012 Валентин Пас-Андраде
- 2013 Роберто Відаль Боланьо
- 2014 Шосе Марія Діас Кастро
- 2015 Шосе Фільґейра Вальведе
- 2016 Мануель Марія
- 2017 Карлос Касарес
- 2018 Марія Віктория Морено
- 2019 Антон Фрагуас
- 2020 Рікардо Карбальо
- 2021 Ксела Аріас
- 2022 Флоренсіо Дельгадо Гурріаран
- 2023 Франсіско Фернандес дель Рієґо
- 2024 Луіса Віяльта